# 兵庫県の県道一覧
兵庫県の県道一覧（ひょうごけんのけんどういちらん）は、兵庫県を通る県道の一覧である。

## 概要
現行の兵庫県道番号は1971年（昭和46年）6月26日の主要地方道改正に伴い同年10月に導入され、1972年（昭和47年）2月から県道番号標識の設置が開始された。
主要地方道は1 - 2桁の1 - 70号（当時）、一般県道は3桁の101 - 529号（当時）として制定された。
1994年（平成6年）4月1日に隣接府県との番号調整が行われた。

## 主要地方道

### 001 - 100
- 1 日高竹野線（1983年3月1日 - 。1981年4月29日まで福知山出石豊岡線→現国道426号）
- 2 宮津養父線（旧：宮津八鹿線）
- 3 豊岡瀬戸線（旧：豊岡港線）
- 4 香住村岡線
- 5 姫路上郡線（姫上（ひめかみ）線。1977年3月15日 - ）（1954年 - 1971年は姫路豊岡線→現国道312号)
- 6 養父宍粟線（旧：八鹿山崎線→2004年から養父山崎線）
- 7 青垣柏原線（1983年2月28日まで山東柏原線→現国道427号）
- 8 加美宍粟線（1983年3月1日から2005年3月31日まで8号加美山崎線）（1981年4月29日まで西脇山崎線→現国道427号）
- 9 豊岡竹野線（1994年4月1日～。1981年4月29日まで中和田山線→現国道427号、1983年3月1日から1993年3月31日まで福知山青垣線→現国道429号）
- 10 朝来出石線（旧：和田山出石線。1983年3月1日～）（1974年11月11日まで園部篠山線→現国道372号）
- 11 香美久美浜線（旧：香住久美浜線）
- 12 川西篠山線（愛称：猪名川渓谷ライン）
- 13  尼崎池田線（産業道路）
- 14 本竜野停車場線（1994年3月31日まで伊丹豊中線。現99号）
- 15 神戸三田線（有馬街道）
- 16 明石神戸宝塚線（1977年3月14日まで神戸宝塚線。路線延長により改称、六甲山区間はサンセットドライブウェイと愛称が付けられている）
- 17 西脇三田線
- 18 加古川小野線
- 19 加古川高砂線
- 20 加古川三田線
- 21 神戸明石線（旧神明道路）
- 22 神戸三木線（三木街道）
- 23 三木宍粟線（旧：三木山崎線）
- 24 多可北条線（旧：中北条線）
- 25 阿万福良湊線（旧：南淡西淡線。1994年4月1日 - ）（1994年3月31日まで出石村岡線→現国道482号）
- 26 宍粟新宮線（旧：山崎新宮線）
- 27 太子御津線
- 28 上郡末広線（旧：上郡三日月線）（1993年3月31日まで村岡若桜線→現国道482号）
- 29 網干たつの線（旧：網干竜野線。1983年3月1日 - ）（1974年11月11日までは智頭佐用線→現国道373号、1974年11月12日から1983年2月28日は欠番）
- 30 新神戸停車場線（愛称：フラワーロード。1994年4月1日 - ）（1974年11月11日までは赤穂佐用線→現国道373号。1983年3月1日から1994年3月31日まで山東大江線。現63号）
- 31 福良江井岩屋線
- 32 坂越御崎加里屋線（1983年3月1日 - 。1977年3月14日以前は洲本由良港線）
- 33 塩瀬宝塚線（1994年4月1日 - 。1993年3月31日まで久美浜但東線（京都府側は47号）→現国道482号）
- 34 西脇八千代市川線（1994年4月1日 - 。1993年3月31日まで朝来大原線（岡山県側は2号）→現国道429号）
- 35 （欠番、1994年3月31日まで丹南三和線。現97号）
- 36 西脇篠山線（1983年3月1日 - 。1965年4月1日から1974年11月11日まで姫路篠山線→現国道372号）
- 37 三田後川上線（1977年3月14日まで三田城東線。区間短縮と線名変更）
- 38 三木三田線
- 39 一宮生野線（1994年4月1日 - 。1993年3月31日まで川西園部線（大阪府は5号、京都府は42号）→現国道477号）
- 40 （欠番、1994年3月31日まで大阪伊丹線。現41号）
- 41 大阪伊丹線（1994年3月31日まで大阪池田線。現100号）
- 42 尼崎宝塚線（尼宝線）
- 43 高砂北条線
- 44 相生宍粟線（旧：相生山崎線）
- 45 芦屋停車場線（1983年2月28日まで赤穂和気瀬戸線、1983年3月1日から1994年3月31日まで岡山赤穂線。現96号）
- 46 洲本五色線
- 47 浜坂井土線（旧：浜坂温泉線）
- 48 大屋波賀線（旧：大屋波賀線→養父波賀線、2013年4月1日に養父波賀線より路線名変更、元の名称に戻る[1]）
- 49 三田篠山線（1994年4月1日 - 。1993年3月31日まで生野青垣線→現国道429号）
- 50 但馬空港線（1994年4月1日 - 。1994年3月31日まで三木下谷上線。現85号）
- 51 宝塚唐櫃線（有馬街道）
- 52 小部明石線
- 53 宍粟下徳久線（旧：山崎南光線）
- 54 西脇停車場線
- 55 伊丹停車場線
- 56 但東夜久野線（1977年3月15日 - 1994年3月31日は74号。1994年4月1日に尼崎停車場線と番号トレード）
- 57 尼崎港線
- 58 西宮停車場線
- 59 市島和知線（1977年3月15日～1994年3月31日は73号。1994年3月31日まで芦屋停車場線。現45号）
- 60 （欠番、2018年6月19日までは明石停車場線[2]、現・明石市道。）
- 61 加古川停車場線
- 62 姫路港線
- 63 山東大江線（1983年3月1日に30号として認定。1994年3月31日まで本竜野停車場線。現14号）
- 64 相生停車場線
- 65 神戸加古川姫路線
- 66 大谷鮎原神代線（旧：津名五色三原線）
- 67 姫路神河線（旧：姫路大河内線）
- 68 川西三田線
- 69 春日栗柄線
- 70 十二所澤線（2013年4月1日に養父朝来線より路線名変更[1]、1971年当時最後の主要地方道番号）
- 71 富島久留麻線（1977年3月15日 - 。旧：北淡東浦線）
- 72 若桜下三河線（1977年3月15日 - 。旧：若桜南光線）
- 73 山田三田線（1977年3月15日 - 1994年3月31日まで市島和知線。現59号）
- 74 尼崎停車場線（1977年3月15日 - 1994年3月31日まで但東夜久野線。現56号）
- 75 小野藍本線（1977年3月15日 - ）
- 76 洲本灘賀集線（旧：洲本南淡線。1977年3月15日 - ）
- 77 篠山山南線（1977年3月15日 - ）
- 78 丹波加美線（旧：氷上加美線、1977年3月15日 - 1994年3月31日まで赤穂建部線。現90号および国道484号）
- 79 高砂加古川加西線（1983年3月1日 - ）
- 80 宍粟香寺線（旧：山崎香寺線。1983年3月1日 - ）
- 81 小野香寺線（1983年3月1日 - ）
- 82 大沢西宮線（1983年3月1日 - ）
- 83 平野三木線（1983年3月1日 - ）
- 84 宗佐土山線（1983年3月1日 - ）
- 85 神戸加東線（旧：神戸社線。1994年4月1日 - ）
- 86 多可柏原線（旧：中柏原線。1994年4月1日 - ）
- 87 関宮小代線（旧：関宮美方線→養父美方線→養父小代線。1994年4月1日認定、2013年4月1日に養父小代線より路線名変更[1]）
- 88 志筑郡家線（旧：津名一宮線。1994年4月1日認定）
- 89 村岡小代線（旧：村岡美方線。1994年4月1日認定）
- 90 赤穂佐伯線（1977年3月15日に兵庫78号・岡山10号として認定。1994年4月1日改番）
- 91 はりま東条インター線（1994年4月1日 - ）
- 92 三田西インター線（1994年4月1日 - ）
- 93 竜野西インター線（1994年4月1日 - ）
- 94 丹南篠山口インター線（1994年4月1日 - ）
- 95 灘三田線（1994年4月1日 - ）
- 96 岡山赤穂線（1965年4月1日、兵庫45号・岡山1号として赤穂和気瀬戸線を認定、1983年3月1日に改称、1994年4月1日に改番）
- 97 篠山三和線（旧：丹南三和線。1965年4月1日、兵庫35号・京都44号として認定。1994年4月1日に改番）
- 98 有馬山口線（1994年4月1日 - ）
- 99 伊丹豊中線（1954年4月1日に認定。1994年4月1日に改番）
- 100 大阪池田線（1965年4月1日認定）

### 神戸市道
以下は兵庫県道ではなく神戸市道であるが、主要地方道に指定されている路線である。
- 神戸六甲線
- 山麓線
- 梅香浜辺通脇浜線
- 神戸停車場線
- 長田楠日尾線
- 西出高松前池線

## 一般県道

### 101 - 200
- 101 （欠番、1994年3月31日まで加悦但東線。現701号）
- 102 （欠番）
- 103 若桜湯村温泉線（旧：若桜温泉線、鳥取県への越境路線）
- 104 物部藪崎線（2013年4月1日に物部養父線より路線名変更[1]）
- 105 - 106 （欠番）
- 107 （欠番、1994年3月31日まで篠山丹波線。現702号）
- 108 （欠番）
- 109 福知山山南線（京都府への越境路線）
- 110 （欠番）
- 111 （欠番、1994年3月31日まで能勢猪名川線。現603号）
- 112 （欠番、1983年2月28日まで六甲神楽線。現82号の一部）
- 113 伊丹池田線（大阪府への越境路線）
- 114 西宮宝塚線
- 115 （欠番、1994年3月31日まで西宮豊中線。現606号）
- 116 （欠番）
- 117 豊富北条線
- 118 小野志方線
- 119 千谷蕪島線（鳥取県への越境路線、旧：国道9号）
- 120 たつの竜野停車場線（旧：竜野竜野停車場線）
- 121 たつの相生線（旧：竜野相生線）
- 122 久美浜気比線（京都府への越境路線）
- 123 生穂育波線（旧：津名北淡線）
- 124 宮原力万線（旧：宮原上月線）（岡山県への越境路線、1994年3月31日まで津名一宮線。現88号）
- 125 洲本松帆線（旧：洲本西淡線）
- 126 松帆八木線（旧：西淡三原線）
- 127 浜坂港浜坂停車場線
- 128 居組港居組停車場線
- 129 別府港加古川停車場線
- 130 多田停車場多田院線
- 131 中山寺停車場中山寺線
- 132 （欠番）
- 133 網干停車場新舞子線
- 134 （欠番）
- 135 村岡竹野線（1994年3月31日まで河内美方線）
- 136 浅野山東線
- 137 （欠番、1994年3月31日まで上小田成松中線）
- 138 追入市島線
- 139 山南多可線（旧：山南中線、1994年3月31日まで柏原谷川中線）
- 140 長安寺篠山線
- 141 黒石三田線
- 142 米谷昆陽尼崎線
- 143 加美八千代線
- 144 西脇口吉川神戸線
- 145 下滝野市川線（旧：滝野市川線、1994年3月31日まで西田中泉滝野線）
- 146 - 147 （欠番）
- 148 大久保稲美加古川線
- 149 （欠番）
- 150 （欠番、1994年3月31日まで二見加古川線（加古川市野口町から平岡町南部・播磨町駅を通って明石市二見町に至っていた）⇒廃止）
- 151 （欠番、1994年3月31日まで福知生野線。現39号）
- 152 - 153 （欠番）
- 154 千種新宮線（1994年3月31日まで千種上郡線）
- 155 （欠番、1994年3月31日まで市場佐用線。現161号）
- 156 （欠番、1994年3月31日まで吉永南光線。現368号）
- 157 佐野仁井岩屋線
- 158 （欠番）
- 159 津居山港線
- 160 奥野コウノトリの郷停車場線（2015年4月1日に奥野但馬三江停車場線より路線名変更[3]）
- 161 市場佐用線（岡山県への越境路線）
- 162 江原停車場線
- 163 柴山停車場線
- 164 香住港線
- 165 香住停車場線
- 166 鎧停車場線
- 167 浜坂停車場線
- 168 諸寄停車場線
- 169 八鹿停車場線
- 170 丹波竹田停車場線
- 171 黒井停車場線
- 172 石生停車場線
- 173 （欠番）
- 174 本黒田停車場線
- 175 （欠番）
- 176 （欠番、1994年3月31日まで鍛冶屋停車場線）
- 177 （欠番、1994年3月31日まで中村町停車場線）
- 178 （欠番）
- 179 丹波大山停車場線
- 180 篠山口停車場線
- 181 古市停車場線
- 182 相野停車場線
- 183 広野停車場線
- 184 （欠番）
- 185 絹延橋停車場線（大阪府への越境路線、大阪府道の路線番号は112）
- 186 花屋敷停車場線
- 187 雲雀丘停車場線
- 188 宝塚停車場線
- 189 阪急伊丹停車場線（旧：京阪神急行伊丹停車場線）
- 190 塚口停車場線
- 191 尼崎停車場西川線
- 192 尼崎港崇徳院線
- 193 西宮港線
- 194 （欠番）
- 195 岡場停車場線
- 196 五社停車場線
- 197 鈴蘭台停車場線
- 198 東灘停車場線
- 199 須磨停車場線
- 200 垂水停車場線

### 201 - 300
- 201 明石港線
- 202 林崎港線
- 203 滝野停車場線
- 204 社町停車場線
- 205 小野町停車場線
- 206 法華山線
- 207 厄神停車場線
- 208 二見港土山線
- 209 鶴林寺線
- 210 高砂港線
- 211 （欠番、1993年3月31日まで高砂停車場線）
- 212 曽根停車場線
- 213 長谷停車場線
- 214 鶴居停車場線
- 215 甘地停車場線
- 216 仁豊野停車場線
- 217 （欠番）
- 218 西田原姫路線
- 219 姫路停車場線
- 220 余部停車場線
- 221 （欠番、1993年3月31日まで飾磨停車場線）
- 222 網干港線
- 223 播磨新宮停車場線
- 224 （欠番、1994年3月31日まで新宮追分線。現724号）
- 225 播磨徳久停車場線
- 226 （欠番、2008年3月31日まで三日月停車場線）
- 227 坂越停車場線
- 228 （欠番）
- 229 赤穂港線
- 230 江井港線
- 231 都志港線
- 232 西明石停車場線
- 233 （欠番、1993年まで洲本港線。現在は市道）
- 234 湊港線
- 235 阿万港線
- 236 上郡停車場線
- 237 鳴門観潮線
- 238 （欠番、1994年3月31日まで竹野久美浜線。現9号）
- 239 下宮六地蔵線
- 240 下庄佐用線（岡山県への越境路線。1983年2月28日までは日高竹野線。現1号）
- 241 （欠番、1994年3月31日まで永留豊岡線。現703号）
- 242 辻福田線
- 243 （欠番、1994年3月31日まで鱒留但東線。現704号）
- 244 （欠番、1994年3月31日まで中藤加悦線。現705号）
- 245 （欠番、1994年3月31日まで若桜温泉線。現103号）
- 246 （欠番、1994年3月31日まで町分久美浜線。現706号）
- 247 口小野矢根線
- 248 香住大谷線
- 249 府市場伏線
- 250 藤井上石線
- 251 赤花薬王寺線
- 252 佐々木小谷線
- 253 寺坂柳線
- 254 （欠番）
- 255 上村養父線
- 256 三川下岡線
- 257 山田新温泉線（2013年4月1日に山田浜坂線より路線名変更[1]）
- 258 山田日高線
- 259 耀山日高線
- 260 三尾浜坂線
- 261 赤崎久谷停車場線
- 262 岸田諸寄線
- 263 竹田指坑線
- 264 （欠番）
- 265 丸味竹田線（旧：丸味温泉線）
- 266 川会入江線
- 267 日影養父線（旧：日影八鹿線）
- 268 十戸養父線（旧：十戸八鹿線）
- 269 福岡出合線（旧：福岡関宮線→福岡養父線、2013年4月1日に福岡養父線より路線名変更[1]）
- 270 （欠番、1994年まで小山養父停車場線）
- 271 朝倉養父停車場線
- 272 宮垣八木線
- 273 金浦和田山線
- 274 岡田林垣線
- 275 粟鹿早田線
- 276 檜倉山東線
- 277 溝黒竹田線
- 278 （欠番）
- 279 森大屋線
- 280 （欠番、1994年3月31日まで小坂青垣線。現707号）
- 281 （欠番、1994年3月31日まで岩崎市島線。現708号）
- 282 沼市島線
- 283 絹山市島線
- 284 多利多田線
- 285 賀茂春日線
- 286 （欠番、1994年3月31日まで清水氷上線。現78号の一部）
- 287 （欠番）
- 288 （欠番、1994年3月31日まで柏野綾部線。現709号）
- 289 東中下板井線
- 290 稲畑柏原線
- 291 奥野々氷上線
- 292 下立杭柏原線
- 293 門村山南線
- 294 黒田庄多井田線（旧：黒田庄滝野線）
- 295 八千代中線
- 296 中安田市原線
- 297 津万井西田線
- 298 （欠番、1994年3月31日まで本郷辻線。現710号）
- 299 大沢新東吹線
- 300 本郷藤坂線

### 301 - 399
- 301 本郷東浜谷線（1999年3月31日まで本郷篠山線）
- 302 （欠番）
- 303 市野々西野々線
- 304 泉八上新線
- 305 瀬利八上上線
- 306 池上杉線
- 307 （欠番）
- 308 曽地中三田線
- 309 福住三田線
- 310 上本荘藍本線
- 311 上鴨川木津線
- 312 （欠番）
- 313 平木南山線（旧：平木東条線）
- 314 大川瀬吉川線
- 315 下相野森線（旧：下相野東条線）
- 316 広野永福線（旧：広野東条線）
- 317 （欠番、1994年3月31日まで島能勢線。現602号）
- 318 （欠番、1994年3月31日まで野間出野一庫線。現604号）
- 319 下佐曽利笹尾線（1994年3月31日まで笹尾塩瀬線）
- 320 （欠番、1994年3月31日まで国崎野間口線。現605号）
- 321 - 322 （欠番）
- 323 上佐曽利木器線
- 324 切畑猪名川線
- 325 切畑多田院線
- 326 （欠番、1994年3月31日まで鳥脇宝塚停車場線。現33号の一部）
- 327 切畑道場線（1994年3月31日まで塩瀬道場線）
- 328 （欠番、1994年3月31日まで山口住吉線。現98号）
- 329 （欠番、1983年2月28日まで山口鷲林寺線）
- 330 （欠番、1994年3月31日まで火打川西池田停車場線。現12号の一部）
- 331 姥ヶ茶屋伊丹線
- 332 山本伊丹線
- 333 寺本川西線
- 334 寺本伊丹線
- 335 中野中筋線
- 336 東富松御願塚線
- 337 生瀬門戸荘線（旧：塩瀬門戸荘線）
- 338 高田久々知線
- 339 昭和東本町線
- 340 浜甲子園甲子園口停車場線
- 341 甲子園尼崎線
- 342 甲子園六湛寺線
- 343 今津港津門大箇線
- 344 奥山精道線
- 345 本山本庄線
- 346 郷の瀬野村線
- 347 和布西脇線
- 348 野村野村停車場線
- 349 市場多井田線（旧：市場滝野線）
- 350 松尾青野ヶ原停車場線
- 351 大門小田線
- 352 住吉住永線
- 353 大畑小野線
- 354 淡河吉川線
- 355 楠原三木線
- 356 上荒川三田線
- 357 定塚四軒茶屋線
- 358（欠番）
- 359 （欠番、1983年2月28日まで大沢山口線。現82号の一部）
- 360 正法寺三木停車場線
- 361 - 363 （欠番）
- 364 （欠番、1994年3月31日まで御坂社線。現85号の一部）
- 365 上福原佐用線（岡山県への越境路線、1977年3月14日まで明石白川小部線）
- 366 有瀬大蔵線
- 367 岩屋生野線
- 368 吉永下徳久線（岡山県への越境路線、旧：吉永南光線、1994年3月31日まで八千代市川線。現34号）
- 369 大和北条停車場線
- 370 野上河高線（旧：野上滝野線）
- 371 高岡北条線
- 372 山下飾東線
- 373 大柳仁豊野線
- 374 下来住平荘線
- 375 平荘市場線
- 376 （欠番）
- 377 野村明石線
- 378 六分一神出線
- 379 岩岡魚住線
- 380 江井ヶ島大久保停車場線
- 381 野谷平岡線
- 382 本荘平岡線
- 383 上荘別府線（2025年3月28日に起点側の路線短縮により、八幡別府線より路線名変更[4]
- 384 平荘大久保線
- 385 高田上郡線（岡山県への越境路線。1983年2月28日までは宗佐土山線、現84号）
- 386 野口尾上線
- 387 平荘魚橋線
- 388 飾東宝殿停車場線
- 389 志方魚橋線
- 390 神吉船頭線
- 391 伊保宝殿停車場線
- 392 伊保阿弥陀線
- 393 生石宝殿停車場線
- 394 （欠番）
- 395 曽根魚橋線
- 396 豊富御国野線
- 397 花田御着停車場線（2015年3月31日に起点側の路線短縮により、飾東御着停車場線より路線名変更[5]）
- 398 花田野里線
- 399 大塩別所線

### 401 - 491
- 401 中島姫路停車場線（2013年4月26日に阿成姫路停車場線より路線名変更[6]）
- 402 白浜姫路停車場線
- 403 （欠番）
- 404 長谷市川線
- 405 甘地福崎線
- 406 田口福田線
- 407 前之庄市川線
- 408 霧滝村岡線
- 409 久畑香呂線
- 410 中寺北条線
- 411 山之内莇野姫路線
- 412 （欠番）
- 413 護持下伊勢線
- 414 田寺今在家線
- 415 和久今宿線
- 416 （欠番）
- 417 広畑青山線
- 418 付城細江線
- 419 才広畑線
- 420 石倉太子線
- 421 大江島太子線
- 422 （欠番）
- 423 西脇誉田線
- 424 上太田鵤線
- 425 宮真浦線
- 426 網手の浜加野線
- 427 坊勢島線
- 428 森添三方線
- 429 岩野辺山崎線（2008年まで内海山崎線）
- 430 東河内安富線
- 431（欠番。1997年4月1日から724号に編入）
- 432 宇原新宮線
- 433 塩田三日月線
- 434 上笹千本停車場線
- 435 上伊勢誉田線
- 436 大住寺東觜崎停車場線
- 437 東觜崎網干停車場線
- 438 - 439 （欠番）
- 440 桑原北山揖保川線
- 441 中島揖保川線
- 442 岩見揖保川線
- 443 上三河平福線
- 444 中三河佐用線
- 445 （欠番、1994年3月31日まで下庄佐用線。現240号）
- 446 （欠番、1994年3月31日まで宮原上月線。現124号）
- 447 （欠番、1994年3月31日まで上福原佐用線。現365号）
- 448 （欠番、1994年3月31日まで下筯原上郡線。現154号の一部）
- 449 多賀相生線
- 450 野桑有年停車場線
- 451 西新宿上郡線
- 452 （欠番、1977年3月14日まで都留岐上郡線。現90号の一部）
- 453 （欠番、1994年3月31日まで高田上郡線。現385号）
- 454 - 456 （欠番）
- 457 高雄有年横尾線
- 458 壷根坂越線
- 459 周世尾崎線
- 460 野島浦線
- 461 （欠番）
- 462 仁井黒谷線
- 463 室津志筑線（旧：室津津名線）
- 464 尾崎志筑線（旧：尾崎津名線）
- 465 多賀洲本線
- 466 鮎原江井線（旧：鮎原一宮線）
- 467 木曽上中田線
- 468 明神安乎線
- 469 上内膳塩尾線（旧：上内膳津名線）
- 470 倭文五色線
- 471 安乎鮎原線
- 472 鳥飼浦洲本線
- 473 広田洲本線
- 474 下内膳物部線
- 475 （欠番、1994年3月31日まで福良阿那賀西淡線）
- 476 津井津井港線
- 477 阿那賀市線（旧：阿那賀三原線）
- 478 市八木線
- 479 （欠番、2008年3月31日まで福井八幡線）
- 480 （欠番）
- 481 相川下清水線
- 482 沼島線
- 483 （欠番、1994年3月31日までは遠方瑞穂線。現711号）
- 484 （欠番、1994年3月31日までは杉生能勢線。現601号）
- 485 （欠番、1994年3月31日は山田三田線。現73号）
- 486 （欠番、1994年3月31日までは唐櫃灘線。現95号の一部）
- 487 平野舞子停車場線
- 488 長坂垂水線
- 489 兵庫埠頭線
- 490 （欠番、1971年から1994年3月31日までは新神戸停車場線。現30号 ）
- 491 摩耶埠頭線

### 501 - 573
- 501 （欠番）
- 502 英賀保停車場線
- 503 姫路木材港線
- 504 雪彦山線
- 505 新宮林田線
- 506 市野瀬有馬線
- 507 島川原線
- 508 瀬利小田中線
- 509 桑原栗柄線
- 510 万勝寺久留美線
- 511 （欠番）
- 512 新田大沢線
- 513 三木環状線
- 514 志染土山線
- 515 小原宝殿停車場線
- 516 姫路環状線
- 517 妻鹿花田線
- 518 砥堀本町線
- 519 菅生澗林田線
- 520 大沢岩野辺線（2008年3月31日まで大沢内海線）
- 521 道谷三方線
- 522 名坂宍粟線（旧：名坂山崎線）
- 523 塩田一宮線
- 524 才金宗行線
- 525 周世有年原線
- 526 与布土桑市線
- 527 畑宮田線
- 528 寺坂福住線
- 529 八代石井線
- 530 （欠番、1994年3月31日まで萩山福岡線）
- 531 茅野福岡線
- 532 朝阪山南線
- 533 （欠番、1994年3月31日まで阿万福良線。現25号）
- 534 畑田組栄町線
- 535 灘市線（旧：灘三原線）
- 536 口小野庄境線
- 537 田井中広瀬線
- 538 籠坊温泉線
- 539 東播磨港線
- 540 飾磨港線
- 541 神池寺線
- 542 （欠番）
- 543 上宿栃梨線（2008年3月31日まで井ノ上栃梨線）
- 544 丸山南新町線
- 545 石倉玉田線
- 546 上ノ波賀線
- 547 横坂下徳久線（旧：横坂南光線）
- 548 楽々浦玄武洞豊岡線（2022年3月11日まで戸島玄武洞豊岡線[7]）
- 549 久斗山今岡線
- 550 熊谷味取線
- 551 国分寺白浜線
- 552 北原八家線
- 553 別府平岡線
- 554 姫路明石自転車道線
- 555 曽根阿弥陀線
- 556 後山上石井線（岡山県への越境路線）
- 557 大津西有年線
- 558 天谷佐田線
- 559 門柳大門線
- 560 （欠番。三田下内神線。1997年4月1日から720号に編入）
- 561 湯谷和田線
- 562 佐用停車場線
- 563 神出山田自転車道線
- 564 厚利社線（1994年3月31日まで東条社線）
- 565 （欠番、1994年3月31日まで千谷蕪島線。現119号）
- 566 上鴨川西脇線
- 567 東古瀬穂積線（1994年3月31日まで社滝野線）
- 568 相生壷根公園線
- 569 加古川右岸自転車道線
- 570 有馬富士公園線
- 571 （欠番）
- 572 播磨中央自転車道線
- 573 芦屋鳴尾浜線

### 601 - 606（大阪府への越境路線）
- 601 杉生能勢線
- 602 島能勢線
- 603 能勢猪名川線
- 604 野間出野一庫線
- 605 国崎野間口線
- 606 西宮豊中線

### 701 - 711（京都府への越境路線）
- 701 加悦但東線
- 702 篠山京丹波線（旧：篠山丹波線）
- 703 永留豊岡線
- 704 鱒留但東線
- 705 中藤加悦線
- 706 町分久美浜線
- 707 小坂青垣線
- 708 岩崎市島線
- 709 中山綾部線
- 710 本郷辻線
- 711 遠方瑞穂線

### 712 - 728
- 712 床瀬神鍋高原線（1995年4月1日～）
- 713 豊岡日高線（1995年4月1日～）
- 714 大屋関宮線（1995年4月1日～）
- 715 竜泉那波線（1995年4月1日～）
- 716 玉野倉谷線（1995年4月1日～）
- 717 一乗寺法華口線（1995年4月1日～）
- 718 明石高砂線（旧浜国道。1997年4月1日～）
- 719 三田西インター吉川線（1997年4月1日～）
- 720 テクノパーク三田線（1997年4月1日～。旧560号）
- 721 川西インター線（1997年4月1日～）
- 722 東灘芦屋線（1997年4月1日～）
- 723 加古川北インター線（1997年4月1日～）
- 724 姫路新宮線（1997年4月1日～。一部区間は旧国道29号）
- 725 門前鵤線（旧国道2号。2001年4月1日～）
- 726 播磨新宮インター線（2003年4月1日～）
- 727 豊岡出石インター線（2015年4月1日兵庫県道727号豊岡インター線として認定[8]、2024年7月5日変更[9]）
- 728 但馬空港インター線（2024年7月5日認定[9]）

## 都市高速道路
- 無番号 高速大阪西宮線（阪神高速3号神戸線）
- 無番号 高速神戸西宮線（阪神高速3号神戸線）
- 無番号 高速湾岸線（阪神高速5号湾岸線）
- 無番号 高速北神戸線（阪神高速7号北神戸線）
- 無番号 高速大阪池田線（阪神高速11号池田線）